# Prohodna
Prohodna (en búlgaro: Проходна) Es una cueva kárstica en el centro norte de Bulgaria, situada en el desfiladero de Iskar cerca del pueblo de Karlukovo en el municipio de Lukovit, Provincia de Lovech. La cueva es conocida por los dos agujeros en el techo que se asemejan a unos ojos, conocidos como los Ojos de Dios o Oknata. El interior de la cueva Prohodna también se utiliza para hacer Puentismo (un deporte extremo).
Prohodna es la atracción más conocida en el desfiladero de Karlukovo (parte del Parque Geológico de Iskar-Panega), una de las regiones kársticas más grandes en Bulgaria y un lugar popular para la espeleología. Creada durante el Cuaternario, Prohodna tiene de 262 metros (860 pies) de largo, lo que la hace el paso de cueva más largo de Bulgaria.